# Бабенко, Людмила Григорьевна
Людми́ла Григо́рьевна Бабе́нко (род. 1946) — советский и российский лингвист, доктор филологических наук, профессор филологического факультета УрФУ (Екатеринбург).

## Биография
Выпускница филологического факультета Уральского университета (1968). С 1970 года работает в Уральском университете. В 1980 году защитила кандидатскую диссертацию на тему «Функциональный анализ глаголов говорения, интеллектуальной и эмоциональной деятельности», в 1990 году — докторскую диссертацию на тему «Русская эмотивная лексика как функциональная система». С 1992 года заведует кафедрой современного русского языка Уральского госуниверситета.

## Научно-педагогическая деятельность
Л. Г. Бабенко известна как ведущий специалист в области лингвистики эмоций, семантики, лексикографии, синтаксиса и лингвистического анализа текста. Она автор более 200 научных публикаций, среди которых 4 монографии, 3 учебника, имеющих гриф Минобразования РФ (учебник "Лингвистический анализ художественного текста. М.: «Флинта» — выдержал семь изданий в 2003—2009 гг.). Принадлежит к Уральской семантической школе, созданной профессором Э. В. Кузнецовой, после смерти последней Л. Г. Бабенко фактически возглавила школу, продолжает разработку научных проблем в русле традиций этой школы. С 1988 г. руководит работой межвузовской проблемной группы «Русский глагол». Она является автором концепций, руководителем коллектива лексикографов и инициатором издания уникальных идеографических словарей.
Под руководством Л. Г. Бабенко защищены 10 докторских и 26 кандидатских диссертаций. Она является председателем диссертационного совета по специальностям 10.02.19 — теория языка, 10.01.03 — литература стран зарубежья при Уральском государственном университете им. А. М. Горького, членом диссертационного совета по специальности 10.02.01 — русский язык и 10.02.20 — сравнительно-историческое, типологическое и сопоставительное языкознание при Уральском государственном педагогическом университете. Член Президиума Российской ассоциации лингвистов-когнитологов, член экспертного совета РГНФ и эксперт РФФИ, член редколлегии журнала «Русистика», издаваемого Украинской ассоциацией русистов.

## Основные труды

### Научные и учебно-методические работы
- Обозначение эмоций в языке и речи. Свердловск, 1983.
- Лексические средства обозначения эмоций в русском языке. Свердловск, 1989.
- Русская глагольная лексика: пересекаемость парадигм: Памяти Эры Васильевны Кузнецовой: Коллектив. Монография. / Под ред. Л. Г. Бабенко. Екатеринбург, 1997;
- Русская глагольная лексика: денотативное пространство. Монография / Под ред. Л. Г. Бабенко. Екатеринбург, 1999;
- Лингвистический анализ художественного текста: Учебник для вузов. Екатеринбург, 2000 (в соавт. с Ю. В. Казариным, И. Е. Васильевым).
- Филологический анализ текста. Основы теории, принципы и аспекты анализа: Учебник для вузов. М., Екатеринбург, 2004.
- Филологический анализ текста: Практикум. М., Екатеринбург, 2003 (в соавт. с Ю. В. Казариным).
- Теория лингвистического анализа художественного текста. Учебник. / В кн.: Л. Г. Бабенко, Ю. В. Казарин. Лингвистический анализ художественного текста. Теория и практика . М., 2003—2009. 1-7 изд. С.9-262.
- Лингвистический анализ художественного текста. Практикум. М. Екатеринбург. — 2003—2009. 1-7 изд. 465 с. (в соавторстве с Ю. В. Казариным).

### Словари, подготовленные под руководством Л. Г. Бабенко
- Толковый словарь русских глаголов: идеографическое описание. Английские эквиваленты. Синонимы. Антонимы / Под общ. ред. Л. Г. Бабенко. М., 1999. 694 с.
- Русские глагольные предложения: Экспериментальный синтаксический словарь / Под общ. ред. Л. Г. Бабенко. М.: Флинта: Наука, 2002. 462 с. 29 п.л.
- Большой толковый словарь русских существительных: Идеографическое описание. Синонимы. Антонимы / Под ред. проф. Л. Г. Бабенко. М.: АСТ-ПРЕСС КНИГА, 2005. 864 с.
- Большой толковый словарь русских глаголов: Идеографическое описание. Синонимы. Антонимы. Английские эквиваленты / Под ред. Л. Г. Бабенко. М: АСТ-ПРЕСС КНИГА, 2007. 576 с.
- Словарь-тезаурус синонимов русской речи / Под общ. ред. Л. Г. Бабенко. М.: АСТ-ПРЕСС КНИГА, 2007. 632.
- Большой толковый словарь синонимов русской речи: идеографическое описание, антонимы, фразеологизмы / Под общ. ред. проф. Л. Г. Бабенко. М.: АСТ-ПРЕСС КНИГА, 2008.
- Словарь-тезаурус русских прилагательных: Идеографическое описание / Под ред. проф. Л. Г. Бабенко. М.: Проспект, 2011—226.
- Концептосфера русского языка: ключевые концепты и их репрезентации (на материале лексики, фразеологии и паремиологии). Проспект словаря /Под общ. Ред. проф. Л. Г. Бабенко. — Екатеринбург: Изд-во Урал. Ун-та, 2010. — 340 с.
- Словарь-тезаурус прилагательных русского языка / Под общ. ред. проф. Л. Г. Бабенко. — 2-е изд.- Екатеринбург: Изд-во Урал. ун-та, 2012. — 840 с.